# Battaglia di Mudki
La battaglia di Mudki fu combattuta il 18 dicembre 1845, tra le forze della Compagnia delle Indie Orientali e parte dell'esercito Sikh Khalsa, l'esercito dell'impero Sikh del Punjab. L'esercito britannico vinse una battaglia d'incontro poco ordinata, subendo pesanti perdite.

## Contesto
L'Impero Sikh del Punjab era stato tenuto unito dal maharaja Ranjit Singh. Rangit Singh aveva mantenuto una politica di amicizia con la Compagnia delle Indie orientali, che deteneva territori confinanti col Punjab, ma allo stesso tempo aveva costruito il Sikh Khalsa, per scoraggiare aggressioni. Alla sua morte, nel 1839, l'impero Sikh cadde in un crescente disordine. Con la deposizione o l'assassinio di diversi governanti e ministri, l'esercito si espanse e divenne sempre più irrequieto. Per assicurarsi il potere, alcuni leader del Punjab spinsero l'esercito a una guerra contro gli inglesi.
Il governatore generale della Presidenza del Bengala (e in effetti di tutta l'India controllata dagli inglesi) era Sir Henry Hardinge che, ricevuti i rapporti sui disordini nel Punjab, scrisse alla fine del 1845: "[...] è evidente che la Rani e i capi stanno cercando, per la loro stessa protezione, di sollevare una tempesta che, una volta sollevata, saranno impotenti a dirigere o attenuare". Aumentò la forza militare britannica ai confini del Punjab, dislocando una divisione di 7000 uomini a Ferozepur e spostando altre truppe ad Ambala e Meerut. L'esercito Sikh Khalsa iniziò la guerra il 10 dicembre 1845 attraversando il fiume Sutlej, che segnava la frontiera tra il Punjab e il territorio britannico.

## Avanzata britannica
Il grosso del British Army e del Bengal Army, guidato dal suo comandante in capo, Sir Hugh Gough, iniziò a marciare rapidamente dalle sue guarnigioni di Ambala e Meerut verso Ferozepur. Anche se la marcia avvenne nella stagione fredda dell'India, le truppe erano avvolte da nubi di polvere soffocanti e l'acqua e il cibo scarseggiavano. Hardinge accompagnò l'esercito, rinunciando ai privilegi del comando.
Gli inglesi raggiunsero Mudki, a 29 km da Ferozepur, nel pomeriggio del 18 dicembre 1845. Requisito del grano nel villaggio, iniziarono a preparare il loro primo pasto vero e proprio da alcuni giorni. Un'avanguardia dell'esercito sikh, comandata da Lal Singh, visir dell'impero Sikh, avvistò i fuochi delle cucine da campo britanniche e avanzò. Il terreno era una pianura sabbiosa, con rari villaggi e macchie di arbusti.

## La battaglia

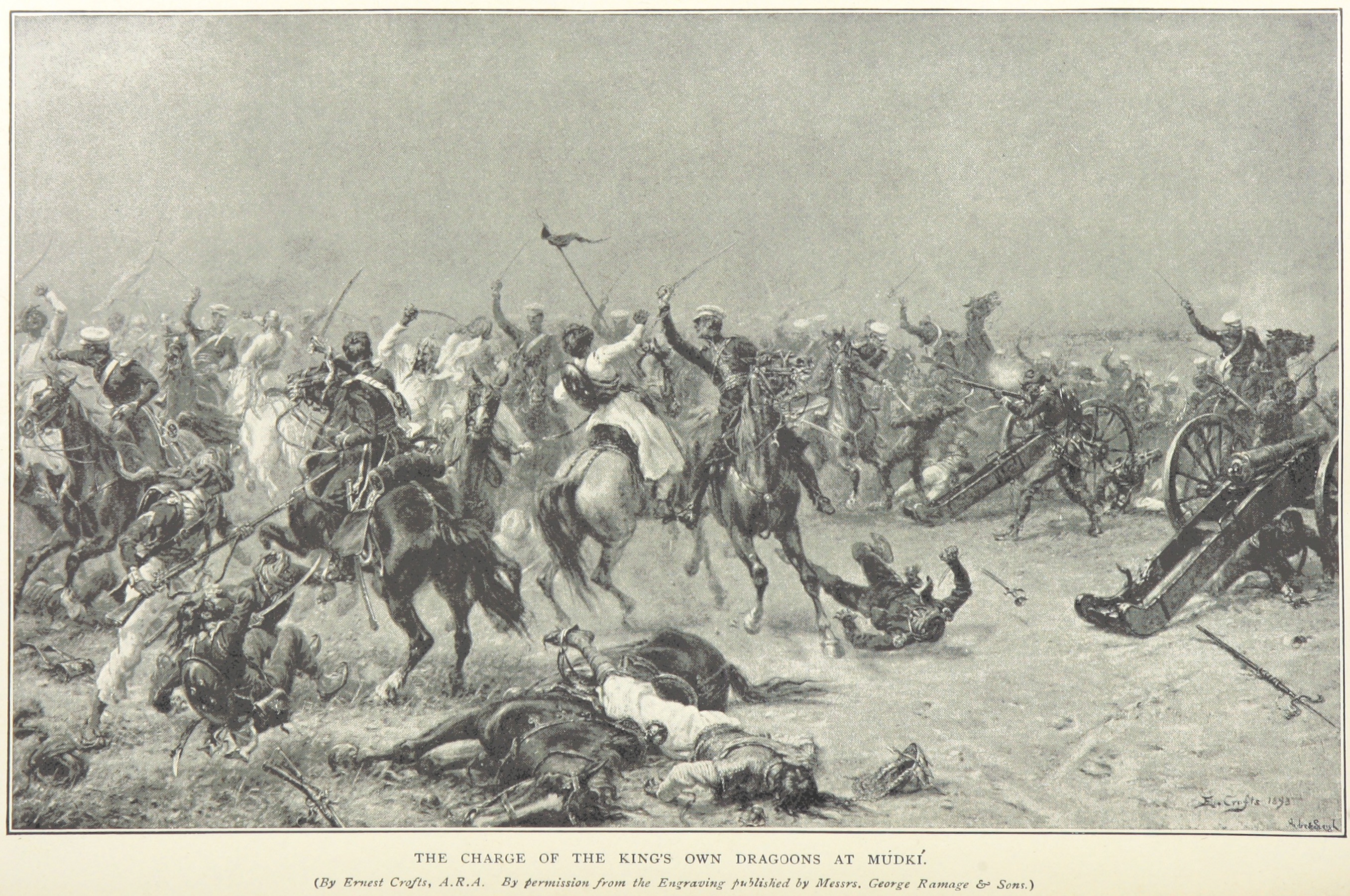
I dragoni britannici alla carica, da un'illustrazione di Ernest Crofts

Nella tarda serata i cannoni sikh aprirono il fuoco. Mentre 30 cannoni leggeri di Gough rispondevano, la cavalleria sikh cercò di aggirare entrambi i fianchi dell'esercito britannico-bengalese. La cavalleria irregolare sikh, i ghorchara, era l'élite dei Khalsa, composta da cavalieri molto abili, ma risultò inefficace contro le disciplinate unità nemiche. La controcarica di un reggimento di dragoni leggeri eliminò molti artiglieri sikh, ma a sua volta subì pesanti perdite da parte della fanteria sikh.
Dopo le azioni iniziali della cavalleria, le fanterie britannica e bengalese avanzarono. Nell'oscurità crescente e fra nuvole di fumo e polvere, l'avanzata divenne presto disordinata. Alcuni reggimenti di fanteria bengalesi causarono perdite tra le unità britanniche aprendo confusamente il fuoco confuso. Sebbene in inferiorità numerica di cinque a uno, i Fauj-i-Ain (regolari) sikh resistettero disperatamente e i loro artiglieri continuarono a sparare raffiche di mitraglia finché non furono sopraffatti.
Alla fine, dopo due ore di buio, gli ultimi Sikh furono cacciati dal campo di battaglia e i britannici tornarono al loro accampamento. L'esercito britannico non era abituato a combattere o a manovrare di notte e la battaglia fu soprannominata Midnight Mudki.
Le perdite tra gli ufficiali britannici furono pesanti. Tra questi vi furono il comandante di brigata Robert Henry Sale, che fu ferito a morte e morì il 21 dicembre 1845, il comandante di brigata John McCaskill, il maggiore George Broadfoot, già rappresentante britannico nel Punjab e ai tempi nello staff di Hardinge e Robert Pollock, figlio di George Pollock.

## Esito

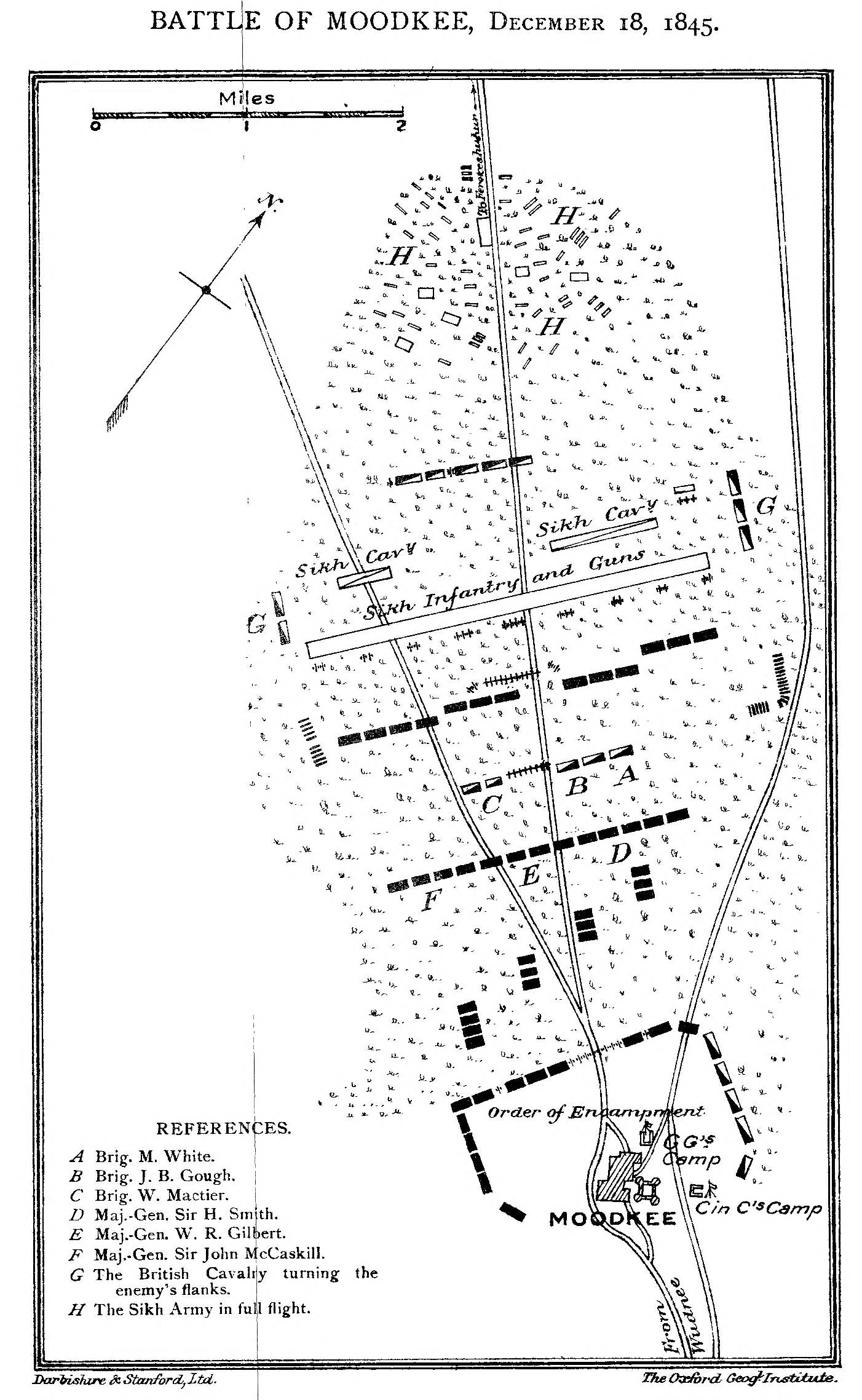
Mappa della battaglia

Di per sé, la battaglia fu poco decisiva, ma confermò la convinzione di Hardinge che Gough fosse troppo testardo e privo di immaginazione per comandare l'esercito. Durante la guerra i due ufficiali si sarebbero scontrati più volte sulla strategia da adottare.